# Немецкий ультиматум Литве

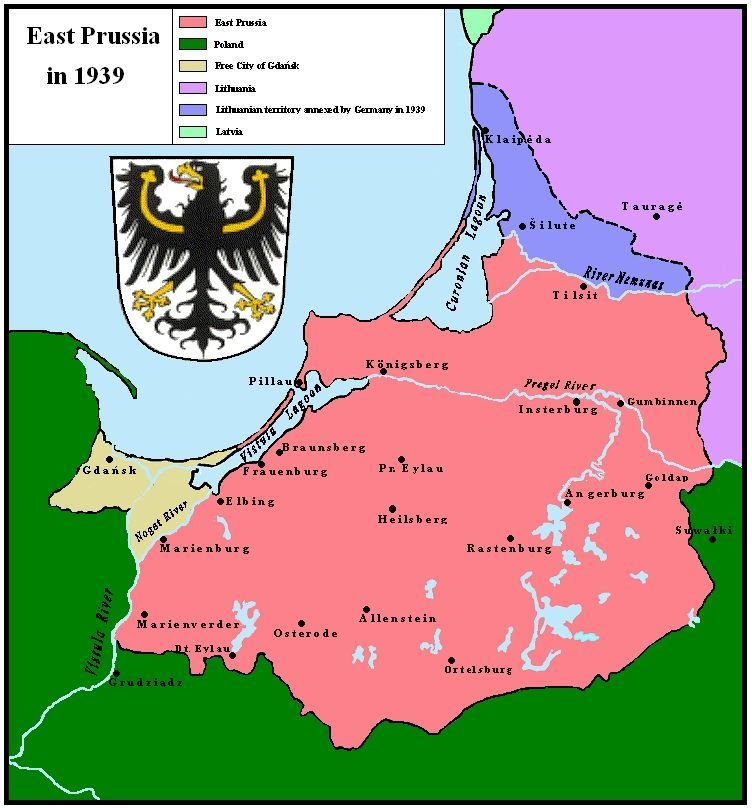
Восточная Пруссия после вступления в силу ультиматума. Район Клайпеды (Мемеля) показан синим, Восточная Пруссия — красным

Немецкий ультиматум Литве — устный ультиматум, предъявленный министру иностранных дел Литвы Юозасу Урбшису министром иностранных дел нацистской Германии Иоахимом фон Риббентропом 20 марта 1939 года.

## Предыстория
Германия потеряла Клайпедский край (нем. Memelland, Мемельланд) по итогам Первой мировой войны. Первоначально эта территория управлялась по мандату Лиги Наций временной французской администрацией. В январе 1923 г. произошло Мемельское (Клайпедское) восстание, в результате которого регион получил статус автономии в составе Литвы.
21 мая 1935 года Адольф Гитлер предъявил Литве претензии за преследование немецкого языка в Мемеле и назвал её страной, не соблюдающей «общепризнанные нормы человеческого общества». Министр иностранных дел Латвии Вилхелмс Мунтерс отметил в дневнике от 19 сентября 1935 года, что Литва оскорблена отсутствием поддержки со стороны Латвии и Эстонии. Однако эти две прибалтийские страны воспользовались тем, что Германия объявила Литве торговую войну, сократив на 60 % закупки продовольствия: на место литовского молока и масла пришли латышские и эстонские.
Когда Литва конфисковала для военных нужд у немецких собственников 440 га земли в Клайпедском крае в конце 1937 года, посланник Латвии в Каунасе Лудвигс Сейя по заданию министра Мунтерса уговаривал его литовского коллегу Стасиса Лозорайтиса «не обострять» отношения с Германией.
Однако уже в конце 1938 года Литва потеряла контроль над ситуацией в крае. Латвийский консул Янис Сескис 31 января 1939 года сообщил, что «Клайпедский округ для Литвы необратимо утерян» и «возможно, Латвии и Литве было бы выгоднее, чтобы Литва эту политически и национально отравленную провинцию ампутировала».
В качестве компенсации за немецкий Мемель прибалтийские дипломаты допускали получение из рук Германии захваченного Польшей ранее, в 1920 году, Вильно.
Ещё 21 октября 1938 года Гитлер подписал секретную директиву об оккупации Мемельланда, а 14 марта 1939 года приказал переместить части вермахта в Восточной Пруссии на левый берег Немана, по которому проходила граница с Литвой.

## Предъявление ультиматума и его последствия
К марту 1939 года литовцы под давлением Германии отменили в Мемеле военное положение, отправили в отставку министра иностранных дел Стасиса Лозорайтиса, однако это не спасло их от германского ультиматума, предъявленного 20 марта 1939 года.
20 марта правительство Литвы в Каунасе решило терпеть действия немцев в Клайпеде до тех пор, пока они не изменяют существующего положения вещей, и подавлять силой нарушителей спокойствия. Но в тот же день остановившийся в Берлине по пути из Италии в Литву недавно назначенный министр иностранных дел Литвы  Юозас Урбшис (лит. Juozas Urbšys) был приглашён для разговора к германскому министру иностранных дел Иоахиму фон Риббентропу. Тот устно передал требование Германии Литве уступить Клайпедский край, в противном случае вермахт был готов к вторжению. В Восточной Пруссии, на левом берегу Немана, ждали приказа 60 тыс. солдат вермахта и 30 тыс. боевиков СС и СА. На территории самого Клайпедского края уже несколько лет нагло и безнаказанно действовали отряды одетых в чёрную униформу боевиков (нем. Sturmabteilungen). В Клайпеде их насчитывалось около 3000, в Шилуте (лит. Šilutė) - 2400, в Пагегяй (лит. Pagėgiai) - 2000. Они патрулировали улицы, охраняли нацистских лидеров, вели разведку и терроризировали местное литовское и еврейское население. Урбшис отказался подписывать какие-либо документы и поспешил в Каунас.
21 марта Литва официально информировала об ультиматуме  правительства Великобритании, Франции и Италии, которые подписали в 1924 году конвенцию о передаче Клайпедского края Литве. От этих стран Литва не получила никакой поддержки. На заседании правительства Литвы обсуждалась и возможность военного сопротивления, но было решено принять ультиматум, так как 20-тысячная армия Литвы очевидно была намного слабее немецких войск. Кроме того, свои позиции Германия усилила отправкой в Клайпеду пяти крейсеров, двух флотилий эскадренных миноносцев и трёх флотилий торпедных катеров, противостоявших единственному литовскому 580-тонному миноносцу Prezidentas Smetona.
Утром 22 марта 1939 года литовское радио сообщило о германском ультиматуме. Сразу же началось паническое бегство в сторону Литвы евреев и многих литовцев, которые не ждали ничего хорошего от немцев. Около 18 ч литовская делегация вылетела в Берлин, где министр иностранных дел Литвы Юозас Урбшис, посол Литвы в Германии Казис Шкирпа и министр иностранных дел Германии Иоахим фон Риббентроп после многочасовых переговоров, в конце концов поздно ночью, в 23 ч 55 мин, подписали договор о передаче Мемельланда Германии. Это произошло всего неделю спустя после того, как 15 марта 1939 года личным указом Гитлера Богемия и Моравия были объявлены протекторатом Германии. Но не дожидаясь сообщения об оформлении документа, отряды СС и СА при поддержке танковых и артиллерийских подразделений уже перешли мост в Тильзите и продвигались в сторону Клайпеды, оставляя по пути гарнизоны. Уже в 22 ч, когда переговоры в Берлине были в самом разгаре, в Клайпеду прибыл Генрих Гиммлер (нем. Heinrich Himmler) со своим штабом.
23 марта в 8 ч в Клайпеду вошли подразделения вермахта, но им не было чем заняться: местные нацисты уже заняли радиостанцию, резиденцию губернатора, порт, военную комендатуру, банки, учебные заведения, промышленные предприятия и другие важные объекты, они полностью контролировали город. По заранее составленному плану начались аресты представителей литовской власти и видных общественных деятелей. Но до полудня граница Мемельланда с Литвой не контролировалась, поэтому многим удалось спастись. Всего за два дня немцы арестовали около 200 человек, тюрьма Клайпеды была переполнена, арестованные сидели даже в часовне. Около 14 ч в Клайпеду прибыл Адольф Гитлер. Он сошёл на берег в порту с крейсера "Германия" (нем. Deutschland, позднее переименован в нем. Lützow), сел в приготовленный открытый лимузин, проехал по улицам, заполненным толпой, и выступил с краткой торжественной речью.
Немцы захватили территорию края ещё до официальной ратификации договора Литвой. Международные гарантии по Клайпедской конвенции 1924 года, гарантировавшей сохранение статус-кво в регионе, не подействовали: Великобритания и Франция следовали «политике умиротворения», как и во время Мемельского восстания 1923 года, а Италия и Япония открыто поддерживали Германию. Сейм Литвы был вынужден одобрить договор, надеясь, что Германия не будет выдвигать другие территориальные требования к Литве. Литва отозвала свои войска из региона. Формально Литве была оставлена зона свободной торговли в Мемеле и право на свободное передвижение на 99 лет. Прибалтийские соседи не проявляли беспокойства, хотя германский флот оказался в 50 милях от латвийского военного порта Лиепая.
Согласно договору, жителям Клайпедского края разрешалось выбрать гражданство — немецкое или литовское. Также подчёркивалось, что лица, которые переехали в край в период с 1923 по 1939 год, должны эмигрировать. С другой стороны, тем, кто родился на территории Мемельланда, не давали разрешения на выезд, им приходилось бросать имущество и перебираться на литовскую сторону нелегально. С 22 марта по 1 мая 1939 г. Министерство внутренних дел Литвы зарегистрировало 10 231 беженца, из них 5 206 женщин и 5 025 мужчин, среди которых было 8 424 литовца и 1 307 евреев. Всего на территорию Литвы перешли около 18000 литовцев, евреев и жителей других национальностей.
Занятие Мемеля продолжило серию бескровных аннексий территорий, отделённых от германской и австрийской империи по Версальскому договору, который немцы воспринимали как унижение. Союзники и соседние страны не давали никаких уступок демократическим германским правительствам во времена Веймарской республики; но когда в Германии пришёл к власти Гитлер, эти страны предприняли шаги к урегулированию отношений с нацистской Германией.
Для Германии Клайпедский край стал последней приобретённой территорией перед началом Второй мировой войны. В Европе ещё больше повысилось предвоенное напряжение.
Потеря Клайпедского края вызвала серьёзное ухудшение экономической ситуации в Литве и снижение морального духа нации. С Клайпедским краем Литва потеряла 5% территории, 6% населения, 26,9% промышленного производства. Самой болезненной была утрата порта Клайпеды, через который в 1938 году было вывезено 70,3% экспорта Литвы. Влияние Германии усилилось настолько, что литовцам в открытую указывалось, с кем им торговать, а с кем нет. В конце 1939 г. экспорт в Германию составил около 75%, а импорт из Германии 86% объёма всей внешней торговли Литвы.
После присоединения Клайпедского края в Германии была ликвидирована литовская разведывательная сеть. Немцы завербовали сотрудника II отдела Штаба вооруженных сил Литвы Вильгельма Франка, который выдал всю литовскую агентуру в Германии. С октября 1938 года по декабрь 1939 года немцы разоблачили 45 случаев шпионажа в пользу Литвы. 23 агента получили по полгода тюрьмы, 25 были отправлены в концентрационные лагеря, а один приговорен к смертной казни.

## Экономические изменения
| Промышленность Клайпедского края (1939) | Промышленность Клайпедского края (1939) | Промышленность Клайпедского края (1939) |
| Отрасль                                 | Объём производства, тысяч литов         | Доля в отрасли, %                       |
| --------------------------------------- | --------------------------------------- | --------------------------------------- |
| Торфодобыча                             | 1 272                                   | 13,3                                    |
| Металлообработка и машиностроение       | 2 377                                   | 10,6                                    |
| Химическая промышленность               | 7 747                                   | 36,6                                    |
| Меховая и кожевенная промышленность     | 764                                     | 4,2                                     |
| Текстильная промышленность              | 28 257                                  | 44,2                                    |
| Деревообработка                         | 20 899                                  | 53,9                                    |
| Бумажная промышленность и печать        | 20 744                                  | 57,6                                    |
| Пищевая промышленность                  | 27 250                                  | 21,5                                    |
| Швейная промышленность                  | 1 495                                   | 6,6                                     |
| Топливо и энергетика                    | 4 938                                   | 28,6                                    |